# Вебгромадянин
Вебгромадянин або «нетізен» (англ. Netizen від англ. internet + англ. citizen), громадянин мережі або мережевий громадянин — все це описує особу яка активно бере участь в онлайн-спільнотах або Інтернеті загалом.
Цей термін також зазвичай означає зацікавленість і активну участь у вдосконаленні Інтернету, перетворення його на інтелектуальний і соціальний ресурс або його навколишніх політичних структур, особливо щодо відкритого доступу, мережевого нейтралітету та свободи слова. Цей термін був широко поширений у середині 1990-х як спосіб опису тих, хто живе в новій географії Інтернету. Піонеру Інтернету та автору Майклу Ф. Хаубену приписують винахід і популяризацію цього терміна.

## Визначальний фактор
Загалом будь-яка особа, яка має доступ до Інтернету, потенційно може бути класифікована як користувач мережі. У 21 столітті це стало можливим завдяки глобальному підключенню до Інтернету. Люди можуть фізично перебувати в одній країні, але бути пов'язаними з більшою частиною світу через глобальну мережу.
Існує чітка різниця між вебгромадянами та звичайними інтернет-користувачами. Вебгромадянин описується як особа, яка активно прагне зробити свій внесок у розвиток Інтернету. Вебгромадяни — це не особи, які виходять в Інтернет заради особистої вигоди чи прибутку, а натомість активно прагнуть зробити Інтернет кращим місцем.
Термін, який використовується для класифікації інтернет-користувачів, які не роблять активного внеску в розвиток Інтернету, — «луркери» (англ. Lurker — «спостерігач» або «той, що ховається»). Луркери не можуть бути класифіковані як вебгромадяни, оскільки, хоча вони активно не шкодять Інтернету, вони також не роблять свого внеску.
Крім того, луркери, схоже, більш критично ставилися до технологічних елементів, що забезпечують створення спільнот, тоді як автори постів, здавалося, більш критично ставилися до користувачів, які перешкоджали створенню спільноти, роблячи грубі або неприємні коментарі. Крім того, дискусії показали, що і луркери (хто ховається), і ті, хто постять/публікують, мали різні мотиви для приховування та могли змінити свою поведінку щодо взаємодії залежно від того, як вони розуміють спільноту з різних онлайн-груп, незважаючи на те, що взаємодія між тими, хто публікує, і тими, хто ховається, була різною в спільнотах.

## У Китаї
У китайській мові терміни wǎngmín (спрощ.: 网民; кит. трад.: 網民, досл. «громадянин мережі»  або «люди мережі») і wǎngyǒu (спрощ.: 网友; кит. трад.: 網友, досл. «мережевий друг»  або «мережевий товариш») — це загальновживані терміни, що означають «користувачі Інтернету», а англійське слово «netizen» використовується англомовними засобами масової інформації материкового Китаю для перекладу обох термінів, що призводить до частої появи цього англійського слова в ЗМІ, що повідомляють про Китай, набагато частіше, ніж використання цього слова в інших контекстах.

## Премія користувачів мережі
Міжнародна некомерційна організація «Репортери без кордонів» присуджує щорічну премію Netizen Prize користувачам Інтернету, блогерам, кібер-дисидентам або групам, які сприяють просуванню свободи слова в Інтернеті. Організація використовує цей термін, коли описує політичні репресії кібер-дисидентів, наприклад правові наслідки ведення блогів у політично репресивному середовищі.
Організація «Репортери без кордонів» опублікувала звіт 2012 року про «ворогів інтернету», в якому велика увага приділяється положенню мереж у різних країнах світу. Ця організація за підтримки компанії Google також започаткувала щорічну премію «Netizen», що присуджується «блогеру, інтернет-журналісту або кібер-дисиденту» за внесок у розвиток свободи слова в Інтернеті.
Журналістка, вчений і член Консультативної ради Фонду Вікімедіа Ребекка Маккиннон , співзасновниця сайту Глобальні голоси онлайн, вела на цьому сайті рубрику «Netizen report». Мета рубрики — надати мережам всього світу інформацію про події, пов'язані із взаємини між громадянами, приватними компаніями та урядами в галузі інтернету. Така інформація необхідна мережам для того, щоб захищати свої права та сприяти розвитку свободи слова та інакомислення в Інтернеті .
Виступаючи з лекцією на конференції TED у 2011 році, Ребекка Маккіннон зазначила, що у багатьох країнах відносини між громадянами та урядом здійснюються через Інтернет, доступ до якого забезпечується приватними компаніями. Тому, згідно з Маккінноном, «найнагальніше питання, яким ми маємо поставитись сьогодні — як створити гарантії того, що інтернет розвиватиметься на користь громадян?». Інтернет та сітяни надали істотну допомогу революціонерам під час «Арабської весни». Проте Маккіннон усвідомлює, що змістити уряд легше, ніж побудувати стабільну демократію або встановити баланс між безпекою і свободою слова.

## Психологічні дослідження
З часом все більше людей почали спілкуватися та створювати спільноти онлайн. Вплив, який він справляє на психологію та життя людини, викликає великий інтерес і занепокоєння дослідників. На користувачах мережі проводиться кілька досліджень під назвою «Психологія користувачів мережі». Проблеми — залежність від Інтернету, психічне здоров'я, обурення та вплив на розвиток дітей — це деякі з багатьох проблем, на яких намагається зосередитися психологія користувачів мережі.